# Sokolovići (Sokolac)
Pour les articles homonymes, voir Sokolovići.
Sokolovići (en serbe cyrillique : Соколовићи) est un village de Bosnie-Herzégovine. Il est situé sur le territoire de la ville d'Istočno Sarajevo, dans la municipalité de Sokolac et dans la république serbe de Bosnie. Selon les premiers résultats du recensement bosnien de 2013, il compte 28 habitants.

## Géographie
Le village est situé au bord du Tabanski potok.

## Démographie

### Évolution historique de la population dans la localité
| 1948 | 1953 | 1961 | 1971 | 1981 | 1991 | 2013 |
| ---- | ---- | ---- | ---- | ---- | ---- | ---- |
| -    | -    | 165  | 149  | 120  | 80   | 28   |

|  |

### Répartition de la population par nationalités (1991)
En 1991, les 80 habitants du village étaient tous serbes.

### Communauté locale
En 1991, la communauté locale de Sokolovići comptait 867 habitants, répartis de la manière suivante :